# Pheidole exasperata
Pheidole exasperata är en myrart som först beskrevs av Mayr 1866.  Pheidole exasperata ingår i släktet Pheidole och familjen myror.

## Underarter
Arten delas in i följande underarter:
- P. e. concordia
- P. e. exasperata
- P. e. fusiformis

## Bildgalleri

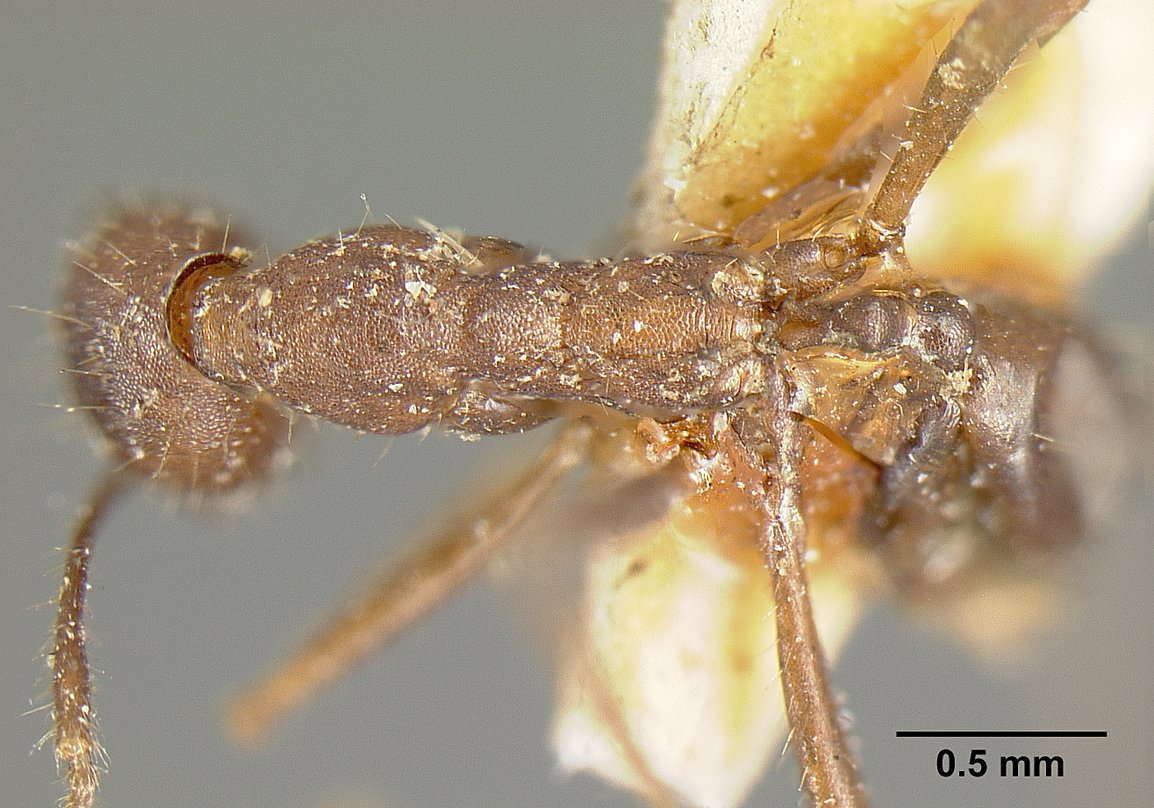
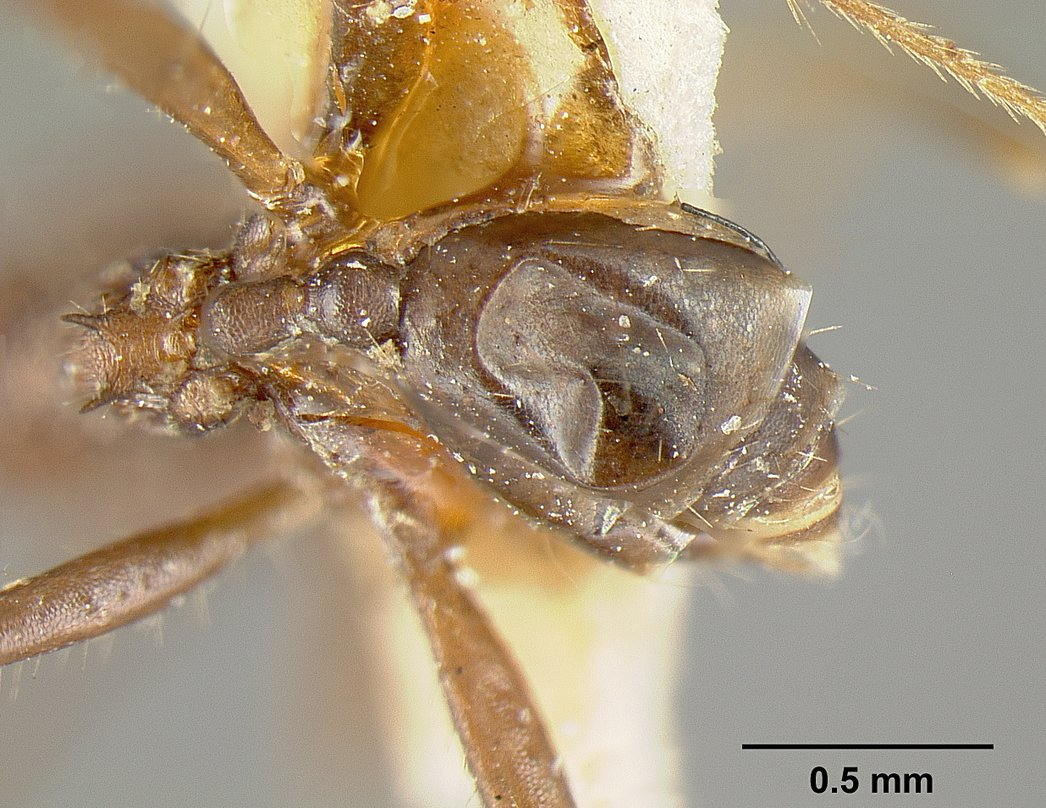
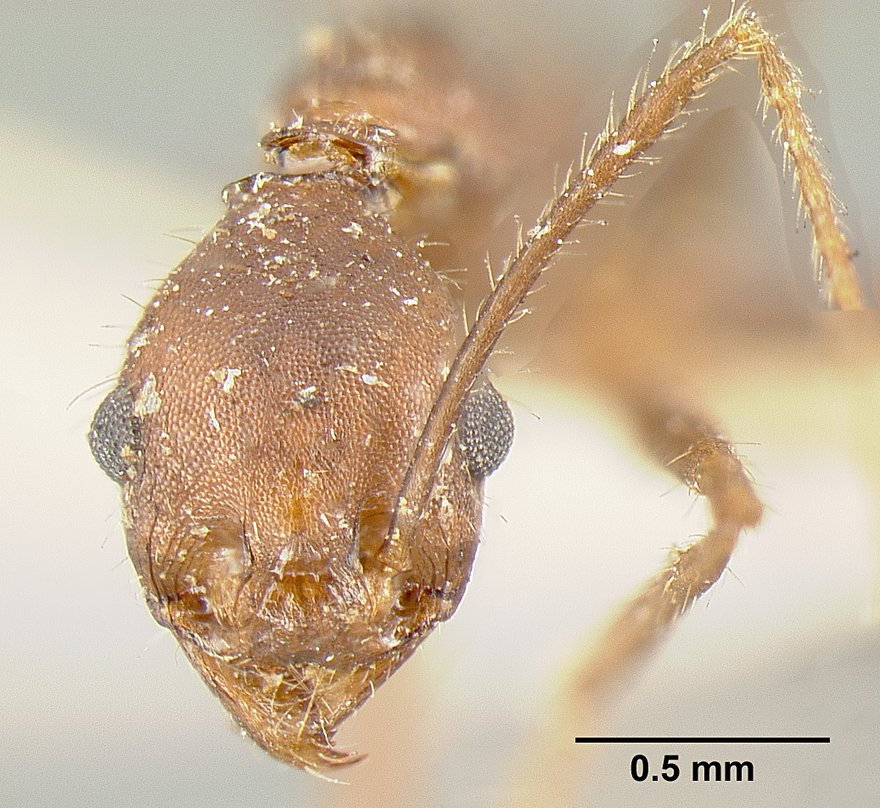
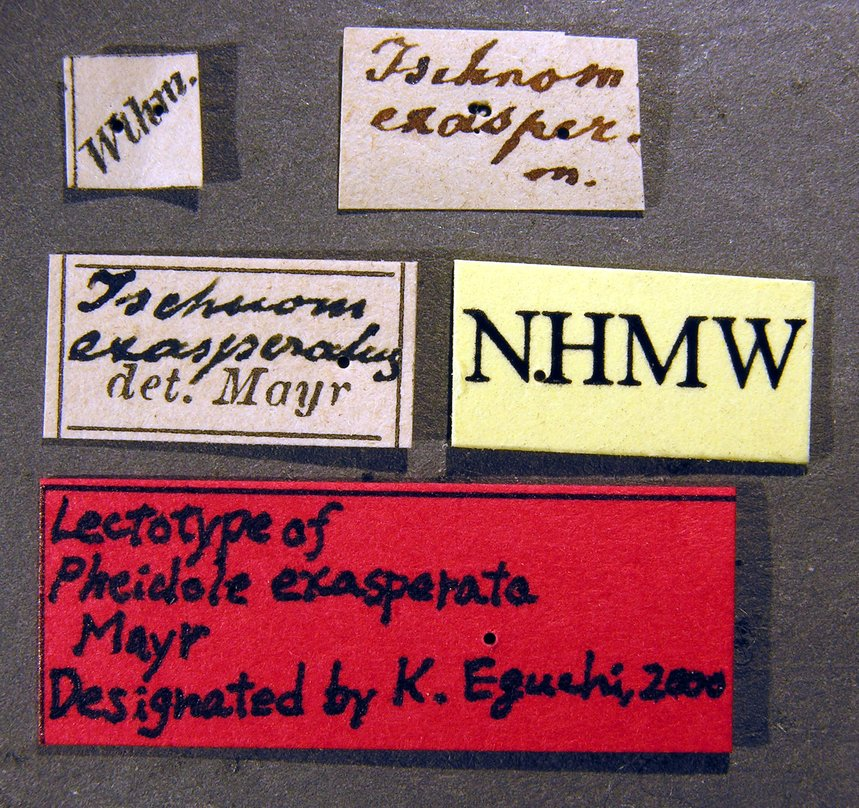
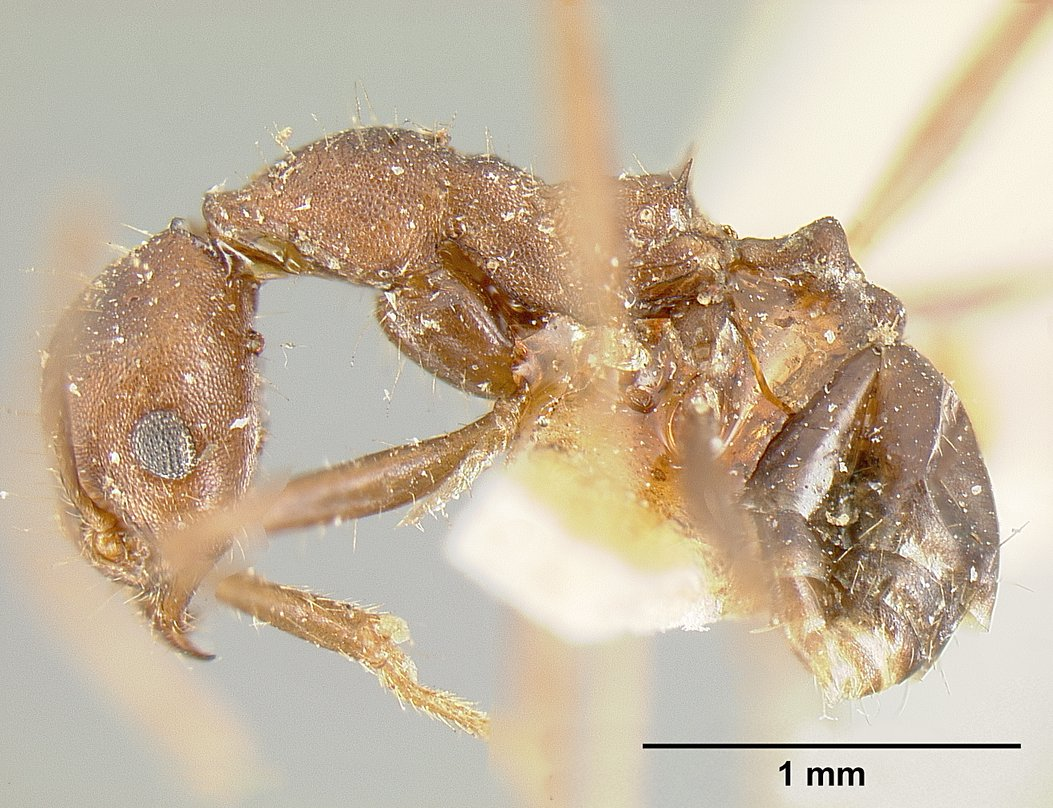
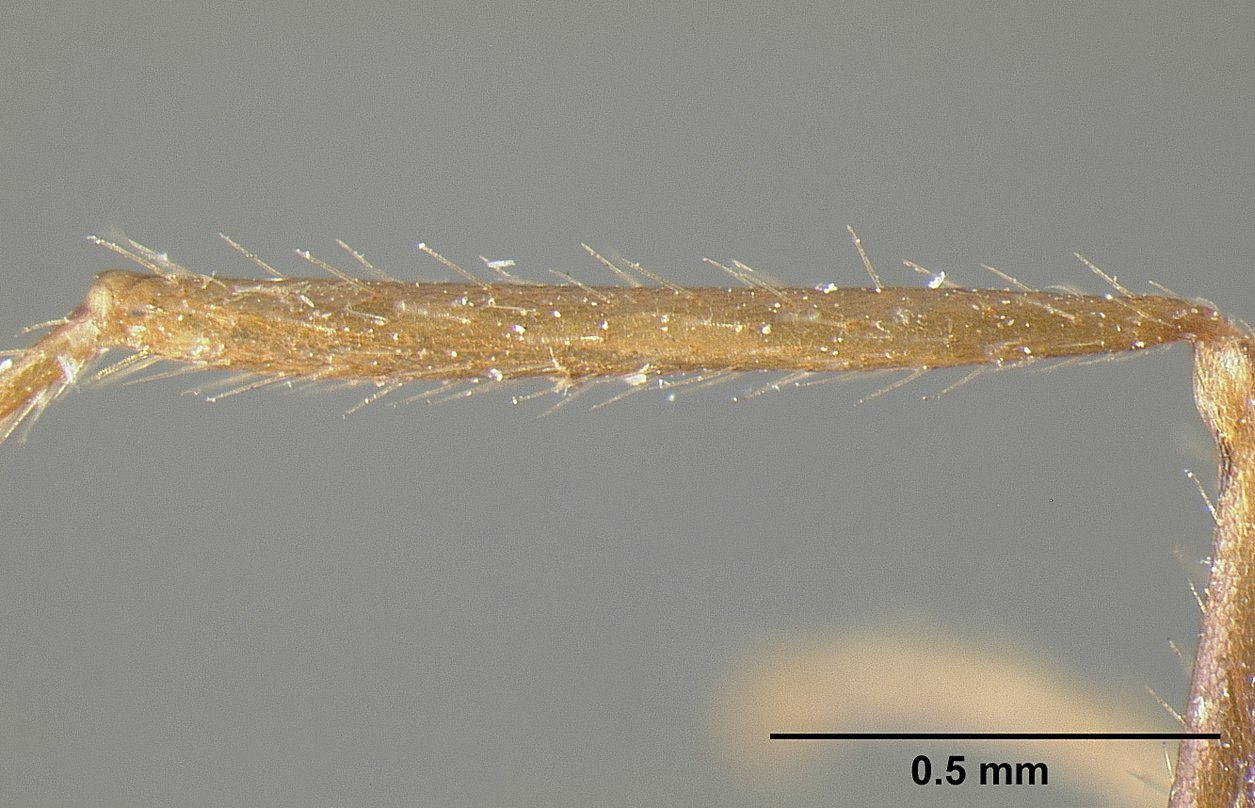